# Denise Weinberg
Denise Espíndola Weinberg (Rio de Janeiro, 26 de abril de 1956) é uma atriz brasileira. Iniciou sua carreira nos palcos e ganhou notoriedade por seu trabalho no cinema. Ela já recebeu vários prêmios em sua carreira, incluindo um Grande Otelo, dois Prêmios APCA, um Prêmio Shell, além de uma indicação ao Prêmio Guarani, uma indicação ao Prêmio Qualidade Brasil e uma indicação ao Prêmio Emmy Internacional de melhor atriz.

## Biografia
A atriz e diretora teatral nasceu no Rio de Janeiro. Filha de um comerciante judeu emigrado da Romênia, é uma das fundadoras do Grupo TAPA, onde permaneceu por 21 anos, e da Oficina de Teatro do Grupo Tapa, que começou em 1994.
Sua formação e amadurecimento se confundem com a história do TAPA. Atuou em "Apenas um Conto de Fadas", texto e direção de Eduardo Tolentino de Araújo, 1979. Participou de "O Anel e a Rosa", de William Makepeace Thackeray, 1980; "Trágico Acidente Destronou Tereza", de José Wilker, 1981; "Tempo Quente na Floresta Azul", de Orígenes Lessa, 1982, todos sob direção de Eduardo Tolentino de Araújo. Em 1983, Denise Weinberg experimentou a interpretação de um Nelson Rodrigues em "Viúva, Porém Honesta". No ano seguinte, pela companhia Teatro dos Quatro, encena "Tio Vânia", de Anton Tchekhov, dirigida por Sérgio Britto, performance que lhe vale uma indicação de melhor atriz ao Troféu Mambembe.
Depois de vários espetáculos com o grupo, em 2000, Denise Weinberg deixa de integrar o Grupo TAPA e passa a trabalhar com diferentes encenadores. "O Acidente", de Bosco Brasil, foi o primeiro espetáculo dessa nova fase, dirigido por Ariela Goldmann.
Em 2001, Denise Weinberg protagonizou "As Lágrimas Amargas de Petra von Kant", de Fassbinder, com direção de Ticiana Studart. Em 2004, surpreende também com sua vertente humorística ao interpretar uma senhora que envenena homens solitários em "Arsênico e Alfazema", de Joseph Kesselring, com direção de Alexandre Reinecke, parceiro de futuras montagens.
No cinema, Denise Weinberg atuou nos filmes "Onde Anda Você" (2004); "My Father, Rua Alguem 5555" (2003); "Em Nome do Pai" (2002); "Lost Zweig" (2002); "Quase Nada" (2000); "BMW Vermelho" (2000); "Mauá - O Imperador e o Rei" (1999); "Guerra de Canudos" (1997).
Em 2006, Denise Weinberg recebeu o Prêmio Shell de melhor atriz pela peça "Oração para um Pé de Chinelo" (2005) e, também, o Prêmio APCA de melhor atriz pela mesma montagem. também ganhou dois Prêmio Molière, como melhor atriz, nas peças "Vestido de Noiva" (1994) e "A Megera Domada" (1991); três Prêmios Mambembe pelas peças "Do Fundo do Lago Escuro" (1997), "Vestido de Noiva" (1994) e "Viúva, Porém Honesta" (1987).
A atriz também ganhou três prêmios em cinema pelos filmes "BMW Vermelho" (2000), curta de Eduardo Ramos Quirino, "Quase Nada" (2000) de Sergio Resende e "Em Nome do Pai" (2000), curta-metragem de Julio Pessoa.
Em 2007 e 2008, encenou a peça "Álbum de Família", em sua quarta peça de Nelson Rodrigues. Denise Weinberg brilha como D. Senhorinha, numa composição irônica, frágil e altiva ao mesmo tempo, sem exageros, resplandecendo uma sensualidade feminina que não perpassa aos olhos de Jonas até o final, quando este reconhece na mulher o quê da filha Glória. Também em 2007, Denise Weinberg atua no curta-metragem "De Resto".
Denise Weinberg estreou na televisão em 2008 com "Alice", série brasileira exibida pela HBO. O início do ano de 2009 traz Denise novamente à TV, integrando o elenco da minissérie "Maysa - Quando Fala o Coração", na Rede Globo. No mesmo ano, a atriz encena o espetáculo teatral "Da possibilidade da Alegria no Mundo", com direção de Newton Moreno.
Em 2009, Denise Weinberg dirige o espetáculo "O Pelicano", de August Strindberg, com duas temporadas de sucesso, eleito pela Revista Bravo uma das 10 melhores peças em cartaz, e recebendo 3 estrelas da Revista Veja.
Em 2010, a atriz participa da minissérie Dalva e Herivelto: uma Canção de Amor, interpretando a personagem Alice, mãe de Dalva de Oliveira. No teatro, interpreta a personagem Lisa na peça A Dança Final comédia rara de Plínio Marcos, ao lado do grande ator Norival Rizzo. Em 2012 fez sua estréia em Novelas em Amor Eterno Amor de Elizabeth Jhin e está de volta em 2019 na nova Versão de Éramos Seis na TV Globo.
Em 2024, ´protagonizou o filme A Metade de Nós, dirigido por Flávio Botelho, contracenando com Cacá Amaral. Os dois são os pais de um jovem que se suicidou.

## Filmografia

### Televisão
| Ano  | Título                                | Personagem                          | Notas       |
| ---- | ------------------------------------- | ----------------------------------- | ----------- |
| 2008 | Alice                                 | Auxiliadora dos Santos Neves (Dora) |             |
| 2009 | Maysa: Quando Fala o Coração          | Amália Matarazzo                    |             |
| 2010 | Dalva e Herivelto: Uma Canção de Amor | Alice de Oliveira                   |             |
| 2012 | Amor Eterno Amor                      | Angélica de Souza                   |             |
| 2014 | A Teia                                | Áurea Macedo                        |             |
| 2017 | Psi                                   | Denise                              |             |
| 2017 | Questão de Família                    | Camila                              | Temporada 3 |
| 2018 | Assédio                               | Julieta Nascimento                  |             |
| 2019 | Éramos Seis                           | Maria Amaral                        |             |
| 2023 | Todas as Flores                       | Doutora Greta Mondego               |             |
| 2023 | Negociador                            | Eva                                 |             |

### Cinema
| Ano  | Título                                   | Personagem        | Notas          |
| ---- | ---------------------------------------- | ----------------- | -------------- |
| 1997 | Guerra de Canudos                        | Margot            |                |
| 1999 | Mauá - O Imperador e o Rei               | Esposa de Queirós |                |
| 2000 | Quase Nada                               | Idalina           |                |
| 2000 | BMW Vermelho                             | —                 | Curta-metragem |
| 2002 | Em Nome do Pai                           | Mãe               | Curta-metragem |
| 2002 | Lost Zweig                               | Friderike         |                |
| 2003 | My Father, Rua Alguem 5555               | Magdalena Weinert |                |
| 2004 | Onde Anda Você?                          | Socorro           |                |
| 2008 | Linha de Passe                           | Estela            |                |
| 2008 | Os Sapatos de Aristeu                    | Clarice           | Curta-metragem |
| 2009 | Salve Geral                              | Ruiva             |                |
| 2010 | De Pernas Pro Ar                         | Marion            |                |
| 2011 | Segundo Movimento para Piano e Costura   | Ewa               |                |
| 2012 | De Pernas pro Ar 2                       | Marion            |                |
| 2012 | Nove Crônicas para um Coração aos Berros | Denise            |                |
| 2012 | Super Nada                               | Ester             |                |
| 2013 | O Circo da Noite                         | Márcia de Almeida |                |
| 2015 | A Página                                 | Mariana           |                |
| 2016 | O Caseiro                                | Nora              |                |
| 2016 | Meu Amigo Hindu                          | Anita             |                |
| 2016 | Vidas Partidas                           | Juíza             |                |
| 2018 | De Pernas pro Ar 3                       | Marion            |                |
| 2019 | Greta                                    | Daniela           |                |
| 2021 | Piedade                                  | Mãe de Aurélio    |                |
| 2021 | O Jardim Secreto de Mariana              | Linda             | [ 11 ]         |
| 2024 | A Metade de Nós                          | Francisca         |                |

## Teatro
| Ano  | Título                                | Personagem     | Direção                     |
| ---- | ------------------------------------- | -------------- | --------------------------- |
| 1979 | Apenas um Conto de Fadas              | —              | Eduardo Tolentino de Araújo |
| 1981 | O Anel e a Rosa                       | —              | Eduardo Tolentino de Araújo |
| 1982 | Trágico Acidente que Destronou Tereza | —              | Eduardo Tolentino de Araújo |
| 1982 | Tempo Quente na Floresta Azul         | —              | Eduardo Tolentino de Araújo |
| 1983 | Viúva, Porém Honesta                  | Tia Assembléia | Eduardo Tolentino de Araújo |
| 1991 | A Megera Domada                       | —              | Eduardo Tolentino de Araújo |
| 1993 | Senhora Klein                         | Dona Klein     | Eduardo Tolentino de Araújo |
| 1994 | Fragmentos do Teatro Brasileiro       | —              | Eduardo Tolentino de Araújo |
| 1994 | Vestido de Noiva                      | —              | Eduardo Tolentino de Araújo |
| 1995 | Rasto Atrás                           | —              | Eduardo Tolentino de Araújo |
| 1997 | Do Fundo do Lago Escuro               | —              | Eduardo Tolentino de Araújo |
| 1998 | Ivanov                                | —              | Eduardo Tolentino de Araújo |

## Prêmios e indicações
| Ano  | Prêmio                                                | Categoria                | Nomeações                              | Resultado |
| ---- | ----------------------------------------------------- | ------------------------ | -------------------------------------- | --------- |
| 1981 | Prêmios Mambembe                                      | Melhor Atriz             | O Anel e a Rosa                        | Indicada  |
| 1984 | Prêmios Mambembe                                      | Melhor Atriz             | Tio Vânia                              | Indicada  |
| 1986 | Prêmios Mambembe                                      | Melhor Atriz Coadjuvante | Pinóquio                               | Venceu    |
| 1986 | Troféu Associação Paulista de Críticos de Arte (APCA) | Melhor Atriz Coadjuvante | Pinóquio                               | Venceu    |
| 1987 | Prêmios Mambembe                                      | Melhor Atriz             | Viúva, Porém Honesta                   | Venceu    |
| 1991 | Prêmios Molière                                       | Melhor Atriz             | A Megera Domada                        | Venceu    |
| 1994 | Prêmios Molière                                       | Melhor Atriz             | Vestido de Noiva                       | Venceu    |
| 1994 | Prêmios Mambembe                                      | Melhor Atriz             | Vestido de Noiva                       | Venceu    |
| 1997 | Prêmios Mambembe                                      | Melhor Atriz             | Fundo do Lago Escuro                   | Venceu    |
| 2001 | Grande Prêmio do Cinema Brasileiro                    | Melhor Atriz             | Quase Nada                             | Indicada  |
| 2001 | Festival de Cinema do Ceará                           | Melhor Atriz             | [[imdbtitle:0275950\|BMW Vermelho]]    | Venceu    |
| 2002 | Festival de Cinema de Vitória                         | Melhor Atriz             | Em Nome do Pai                         | Venceu    |
| 2006 | Prêmios Shell de Teatro                               | Melhor Atriz             | Oração para um Pé de Chinelo           | Venceu    |
| 2006 | Troféu Associação Paulista de Críticos de Arte (APCA) | Melhor Atriz             | Oração para um Pé de Chinelo           | Venceu    |
| 2008 | Festival de Cinema de Maringá                         | Melhor Atriz             | De Resto                               | Venceu    |
| 2008 | FAM - Florianópolis Audiovisual Mercosul              | Melhor Atriz             | De Resto                               | Venceu    |
| 2009 | Cine PE                                               | Melhor Atriz             | Os Sapatos de Aristeu                  | Venceu    |
| 2009 | Prêmio Qualidade Brasil                               | Melhor Atriz Coadjuvante | Dalva e Herivelto - Uma canção de amor | Indicada  |
| 2010 | Los Angeles Brazilian Film Festival                   | Melhor Atriz             | Salve Geral                            | Venceu    |
| 2010 | Grande Prêmio do Cinema Brasileiro                    | Melhor Atriz Coadjuvante | Salve Geral                            | Venceu    |
| 2010 | Festival de Cinema e Vídeo de Natal                   | Melhor Atriz Coadjuvante | Salve Geral                            | Venceu    |
| 2010 | Prêmio Contigo de Cinema                              | Melhor Atriz Coadjuvante | Salve Geral                            | Indicada  |
| 2010 | Prêmio Guarani de Cinema Brasileiro                   | Melhor Atriz Coadjuvante | Salve Geral                            | Indicada  |
| 2013 | Prêmio Quem de Teatro                                 | Melhor Atriz             | Dançando em Lunassa                    | Indicada  |
| 2015 | Troféu Associação Paulista de Críticos de Arte (APCA) | Melhor Diretora          | A Máquina Tchékhov                     | Indicada  |
| 2015 | Prêmio Quem de Teatro                                 | Melhor Atriz             | As Criadas                             | Indicada  |
| 2016 | Troféu Associação Paulista de Críticos de Arte (APCA) | Melhor Atriz             | Testamento de Maria                    | Venceu    |
| 2016 | Festival Cine Tamoio                                  | Melhor Atriz             | A Página                               | Venceu    |
| 2016 | Festival Latino-Americano de Canoa Quebrada           | Melhor Atriz             | A Página                               | Venceu    |
| 2016 | Prêmios Shell de Teatro                               | Melhor Atriz             | Sínthia                                | Indicada  |
| 2017 | Prêmio Cenym de Teatro                                | Melhor Atriz             | Sínthia                                | Indicada  |
| 2018 | International Emmy Awards                             | Melhor Atriz             | Psi                                    | Indicada  |